# M. Draga - Žrnovica
M. Draga - Žrnovica este o arie protejată (sit de importanță comunitară — SCI) din Croația întinsă pe o suprafață de 66,33 ha, integral marine.

## Localizare
Centrul sitului M. Draga - Žrnovica este situat la coordonatele 45°06′29″N 14°50′17″E / 45.108°N 14.838°E.

## Înființare
Situl M. Draga - Žrnovica a fost declarat sit de importanță comunitară în iulie 2013 pentru a proteja un număr necunoscut de specii din flora spontană și fauna sălbatică aflate în arealul zonei.

## Biodiversitate
Situată în ecoregiunea marină mediteraneană, aria protejată conține 2 habitate naturale: Peșteri marine scufundate complet sau parțial, Golfuri mici largi și golfuri puțin adânci.
La baza desemnării sitului se află un număr nedeclarat de specii protejate.